# 澳門巴士28C路線
澳門巴士28C路線是由新福利經營，往返回力和騎士馬路的巴士路線。

## 簡介及歷史
- 本線在1989年1月31日投入服務，由新福利營運，往返外港碼頭至關閘，當時運作模式是「揚手即停」，派車八輛，每7分鐘一班車。

- 本線在1996年春節期間曾開出新年特別線，途經關閘、水坑尾、港澳碼頭。

- 本線曾設有特班車，平日上學期間的12:30由皇朝總站開出。

- 2013年3月16日起，為減輕拱形馬路交通壓力，取消停靠「三角花園」站。

- 2016年1月16日，調整本線服務時間及班距為：
  - 往回力方向：服務時間為06:00-01:00，班距為10-15分鐘
  - 往關閘方向：服務時間為06:15-00:45，班距同上

- 2016年7月2日，早前因配合東望洋斜巷工程而臨時調整的巴士路線安排還原，恢復停靠「盧廉若公園」、「東望洋斜巷」、「得勝斜巷」站。[1]

- 2016年11月18日，因應路面實際情況及客況，安排本線的部分班次以跳站形式運行，將由關閘總站開出後跳站至“提督馬路／雅廉訪”站後繼續原線行駛。[2]

- 2017年4月9日，取消停靠「祐漢第二街」站，改停靠新設的「長壽大馬路／勝意樓」站。[3]

- 2017年8月19日，取消停靠“亞馬喇前地”、“葡京酒店”站。[4]

- 2017年8月23日，颱風天鴿襲澳，關閘總站受到嚴重風暴潮破壞，本線改為循環線，循環點為「關閘馬路」站。[5]

- 2018年6月16日，新增停靠「看台街／騎士馬路」站，取消停靠「關閘馬路」站；頭牌更改為「騎士馬路」。

- 2019年7月27日起，多個巴士站開始改名：
  - “旅遊活動中心”站改名為“金蓮花廣場”；
  - “十月一日前地”站改名為“十月一號前地”；
  - “得勝斜巷”站改名為“得勝斜路”。

- 2021年5月4日至28日，因加思欄新馬路道路工程影響，期間“愕斜巷／山頂醫院”、“加思欄花園”站暫停使用，改停靠“水坑尾／方圓廣場”、“八角亭”站。

- 2022年3月5日至9月20日，因高美士街管線工程關係，暫停使用「回力」站，改為停靠位於水塘巷近回力一側的回力臨時總站。[6][7][8]

- 2022年5月28日起，「理工學院」站更名為「澳門理工大學」；「廈門街／理工」站更名為「廈門街／澳門理工大學」。[9]

- 2022年6月20日至25日，因應北京街鋪路工程，暫不停靠“北京街／假日酒店”。[10]

- 2022年6月24日01:00起，因應翡翠廣場實施封控措施，「中心街」站暫停使用，臨時停靠“祐漢街市”站。

- 2022年6月25日至27日，因應高美士街鋪路工程，暫不停靠“金蓮花廣場”、“廈門街／澳門理工大學”，並改停靠“羅理基／馬六甲街”。[10]

- 2022年6月23日至12月31日，因應羅理基博士大馬路行人天橋優化工程，本線臨時不停靠“治安警察局”，改停靠位於上海街附近的臨時站。[11]

- 2022年6月29日至7月13日，因應二龍喉街的臨時交通安排，暫不停靠“陳瑞祺中學”、“粵華中學”，改停靠“得勝花園”、“塔石廣場”。[12]

- 2022年7月11日至17日，本線改以特別巴士專線方式營運，僅供特許人士乘搭。[13][14]

- 2022年7月18日至22日，因宣佈延長“相對靜止管理”措施，本線維持上述措施。[15]

- 2022年7月23日起，因“相對靜止管理”結束，本線恢復營運。[16]

- 2022年8月1日至15日，鮑思高街進行鋪設天然氣管工程，暫不停靠“螺絲山公園”、“福海花園”站，改停靠“鮑思高球場”、“慕拉士馬路／望善樓”站。[17]

- 2023年12月25日至28日20:00至翌日07:00期間，因得勝馬路進行路面重鋪工程，暫不停靠“陳瑞褀中學”、“粵華中學”站，改停靠“得勝花園”、“塔石廣場”站。[18]

- 2024年6月1日起，取消停靠「馬場北大馬路」站；而「馬場東大馬路」站往馬場北大馬路方向遷移。[19]

- 2024年9月7日起，「加思欄花園」站改名為「加思欄／公共衛生專科大樓」。

## 本線特色
- 本線為新福利成立後首條開辦的巴士路線，亦是首條開辦的28系路線。
- 本線為澳門首條開線時已全線使用空調小巴的巴士路線。
- 本線為澳門首條及現今唯一一條以英文字母C為字尾的路線。

## 使用車輛
開線至2023年11月27日：
- 三菱Rosa

2023年11月28日起：
- 三菱Rosa
- 中通LCK6759SHEVG

2024年1月11日起：
- 三菱Rosa
- 中通LCK6759SHEVG
- 蘇州金龍KLQ6756GHEV

2024年2月9日起：
- 中通LCK6759SHEVG
- 蘇州金龍KLQ6756GHEV

2024年2月12日起：
- 三菱Rosa
- 中通LCK6759SHEVG
- 蘇州金龍KLQ6756GHEV

2024年7月1日起：
- 中通LCK6759SHEVG
- 蘇州金龍KLQ6756GHEV

## 電牌
| 往回力方向                   | 往回力方向 | 往回力方向 |
| 日期                         | 頭牌       | 圖例       |
| ---------------------------- | ---------- | ---------- |
| 開線至今                     | 回力       |            |
| 大賽車期間（除2022年）       | 綜藝館     |            |
| 往關閘方向                   |            |            |
| 日期                         | 頭牌       | 圖例       |
| 2017年8月23日前              | 關閘       |            |
| 2017年8月23日至2018年6月16日 | 關閘馬路   |            |
| 2018年6月16日起              | 騎士馬路   |            |

## 路線資料

### 收費
| 收費類別     | 收費類別                      | 收費類別             | 費用 |
| ------------ | ----------------------------- | -------------------- | ---- |
| 現金         | 現金                          | 現金                 | $6.0 |
| 境外支付工具 | 支付寶（內地及香港）          | 支付寶（內地及香港） | $6.0 |
| 境外支付工具 | 雲閃付 非綁定澳門銀聯卡       |                      | $6.0 |
| 境外支付工具 | 微信支付（內地及香港）        |                      | $6.0 |
| 境外支付工具 | 交通聯合 非澳門發行的全國通卡 |                      | $6.0 |
| 境內支付工具 | 澳門通                        | 全民卡               | $3.0 |
| 境內支付工具 | 澳門通                        | 學生卡               | $1.5 |
| 境內支付工具 | 澳門通                        | 長者卡               | 免費 |
| 境內支付工具 | 澳門通                        | 殘疾卡               | 免費 |
| 境內支付工具 | 聚易用＋                      | 聚易用＋             | $3.0 |

### 服務時間及班距
| 服務時間                     | 服務時間 | 星期一至六  | 星期日 （含公眾假期） |
| ---------------------------- | -------- | ----------- | --------------------- |
| 回力                         | 回力     | 05:40-00:45 | 05:40-00:45           |
| 班距                         | 尖峰     | 10-12分鐘   | 10-15分鐘             |
| 班距                         | 離峰     | 12-18分鐘   | 14-18分鐘             |
| 懸掛8號風球後1小時開出尾班車 |          |             |                       |

### 路線停站
| 28C  | 回力 ↺ 騎士馬路 | 回力 ↺ 騎士馬路          |
| 序號 | 循環線          | 循環線                   |
| 序號 | 站號            | 站名                     |
| 1    | M62/3           | 回力                     |
| 2    | M117            | 羅理基／馬六甲街         |
| 3    | M241            | 金蓮花廣場               |
| 4    | M71             | 廈門街／澳門理工大學     |
| 5    | M155            | 東方拱門                 |
| 6    | M157/2          | 治安警察局               |
| 7    | M163            | 賈羅布／葡京             |
| 8    | M164            | 加思欄馬路               |
| 9    | M151            | 山頂醫院急診大樓         |
| 10   | M150            | 得勝斜路                 |
| 11   | M148            | 東望洋斜巷               |
| 12   | M76/1           | 盧廉若公園               |
| 13   | M84/1           | 高士德／培正             |
| 14   | M92             | 俾利喇／高士德           |
| 15   | M104            | 觀音堂                   |
| 16   | M43             | 螺絲山公園               |
| 17   | M40             | 福海花園                 |
| 18   | M28/2           | 黑沙環馬路               |
| 19   | M227            | 長壽大馬路／勝意樓       |
| 20   | M224            | 中心街                   |
| 21   | M216            | 馬場東大馬路             |
| 22   | M225            | 看台街／騎士馬路         |
| 23   | M16/2           | 提督馬路／雅廉訪         |
| 24   | M98             | 高士德／連勝             |
| 25   | M88             | 高士德／賈伯樂           |
| 26   | M72             | 陳瑞祺中學               |
| 27   | M149            | 粵華中學                 |
| 28   | M145/2          | 愕斜巷／山頂醫院         |
| 29   | M165            | 加思欄／公共衛生專科大樓 |
| 30   | M163            | 賈羅布／葡京             |
| 31   | M160/2          | 十月一號前地             |
| 32   | M158/1          | 北京街／假日酒店         |
| 33   | M161            | 高美士／利澳             |
| 34   | M70             | 澳門理工大學             |
| 35   | M118/1          | 高美士／馬六甲街停車場   |
| 36   | M62/3           | 回力                     |

### 賽車期間路線停站
| 28C  | 綜藝館 ↺ 騎士馬路 | 綜藝館 ↺ 騎士馬路      |
| 序號 | 循環線            | 循環線                 |
| 序號 | 站號              | 站名                   |
| 1    |                   | 綜藝館臨時站           |
| 2    | M71               | 廈門街／澳門理工大學   |
| 3    | M155              | 東方拱門               |
| 4    | M157              | 治安警察局             |
| 5    | M144              | 水坑尾／天神巷         |
| 6    | M76               | 盧廉若公園             |
| 7    | M84               | 高士德／培正           |
| 8    | M92               | 俾利喇／高士德         |
| 9    | M104              | 觀音堂                 |
| 10   | M43               | 螺絲山公園             |
| 11   | M40               | 福海花園               |
| 12   | M28               | 黑沙環馬路             |
| 13   | M227              | 長壽大馬路／勝意樓     |
| 14   | M224              | 中心街                 |
| 15   | M216              | 馬場東大馬路           |
| 16   | M225              | 看台街／騎士馬路       |
| 17   | M16               | 提督馬路／雅廉訪       |
| 18   | M98               | 高士德／連勝           |
| 19   | M88               | 高士德／賈伯樂         |
| 20   | M72               | 陳瑞祺中學             |
| 21   | M149              | 粵華中學               |
| 22   | M146              | 水坑尾／方圓廣場       |
| 23   | M168              | 八角亭                 |
| 24   | M202              | 南光大廈               |
| 25   | M161              | 高美士／利澳           |
| 26   | M70               | 澳門理工大學           |
| 27   | M118              | 高美士／馬六甲街停車場 |
| 28   |                   | 綜藝館臨時站           |

- 粗體字為大賽車期間臨時停靠站點

## 客量
根據2020年公報，本線在2019年度尖峰時段共開出36,964班次，乘車人次為1.923.221人次，平均每班接載52人次。

## 本線特別路線
- 澳門巴士28CX路線（已取消）

## 圖片集

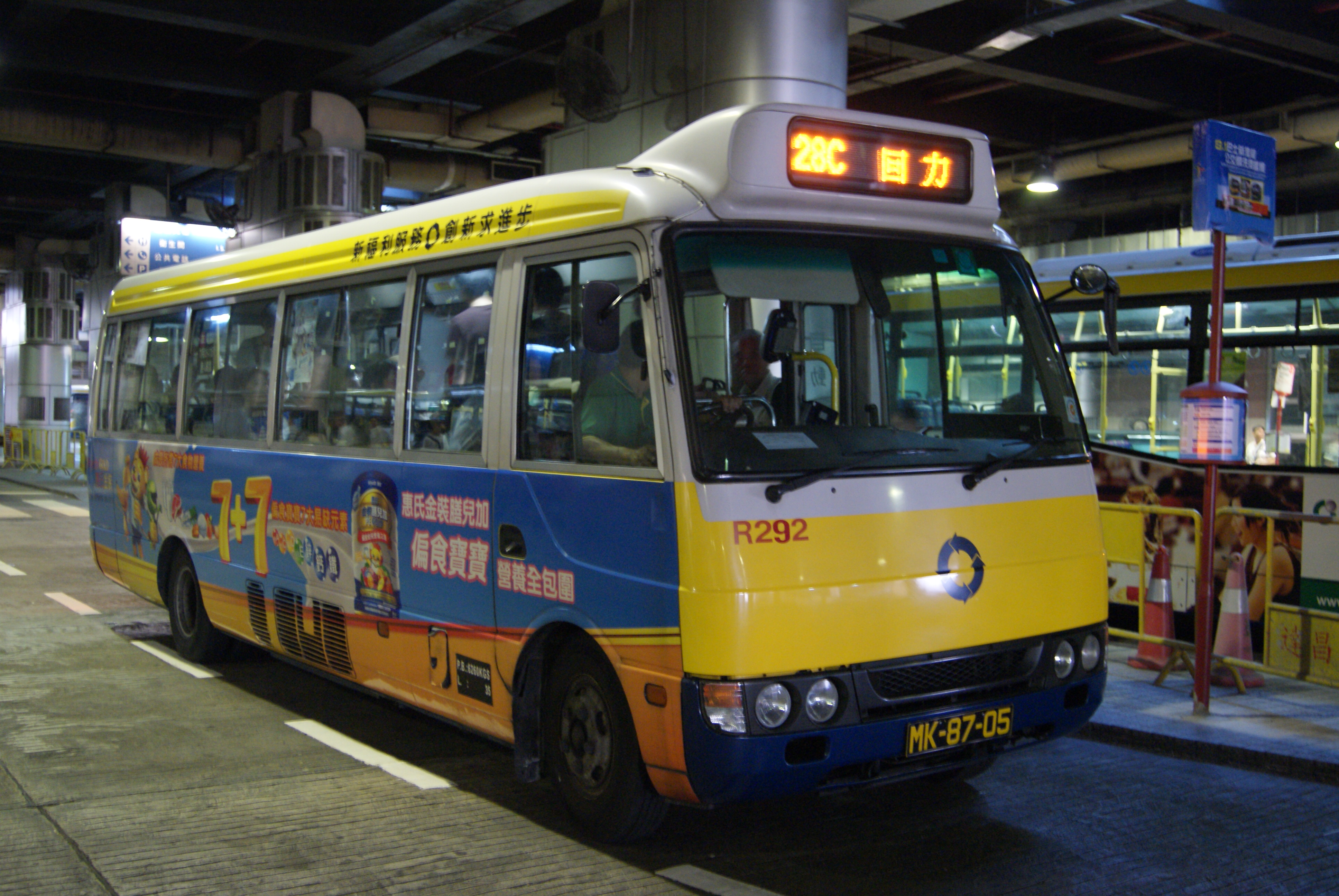
三菱Rosa
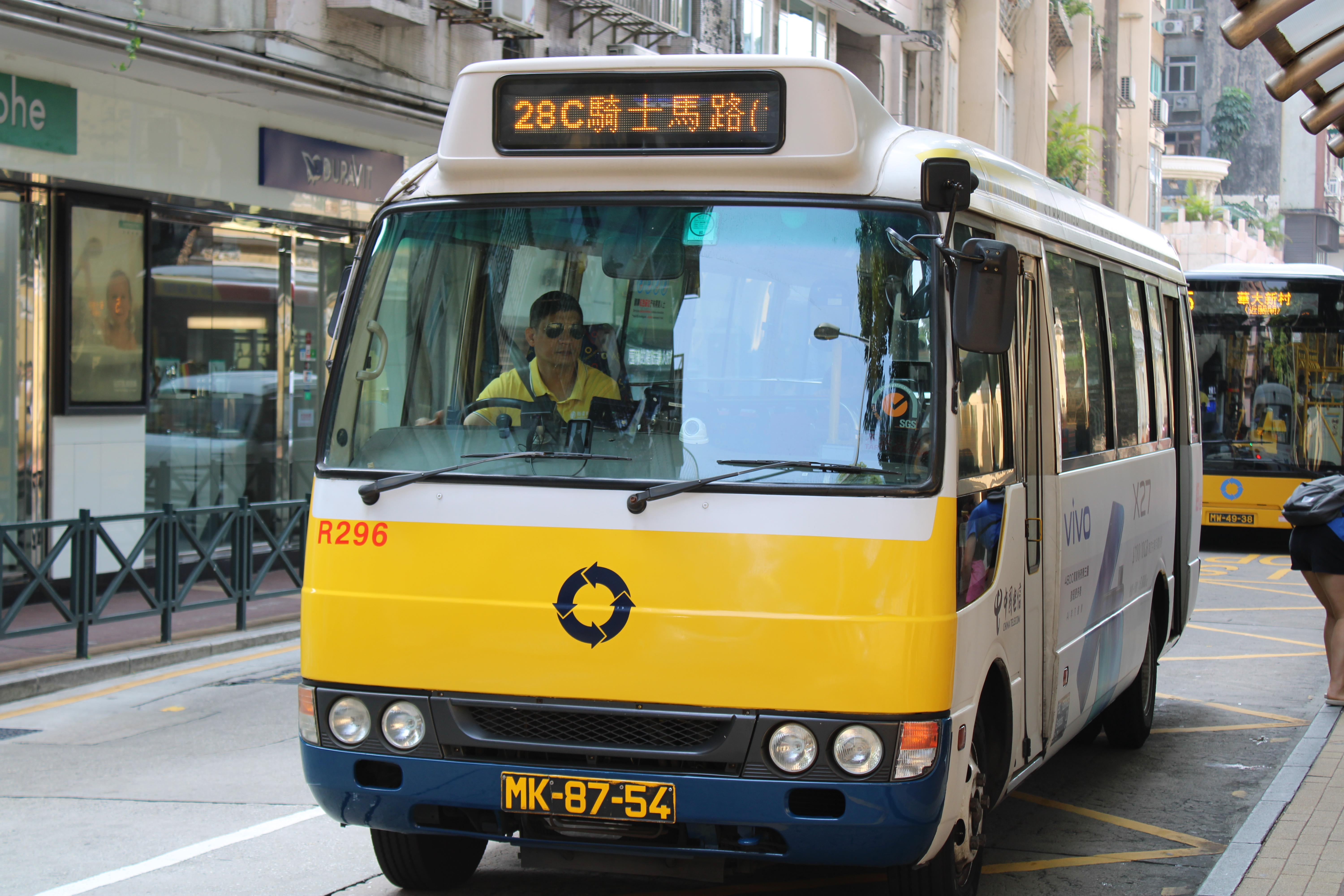
三菱Rosa
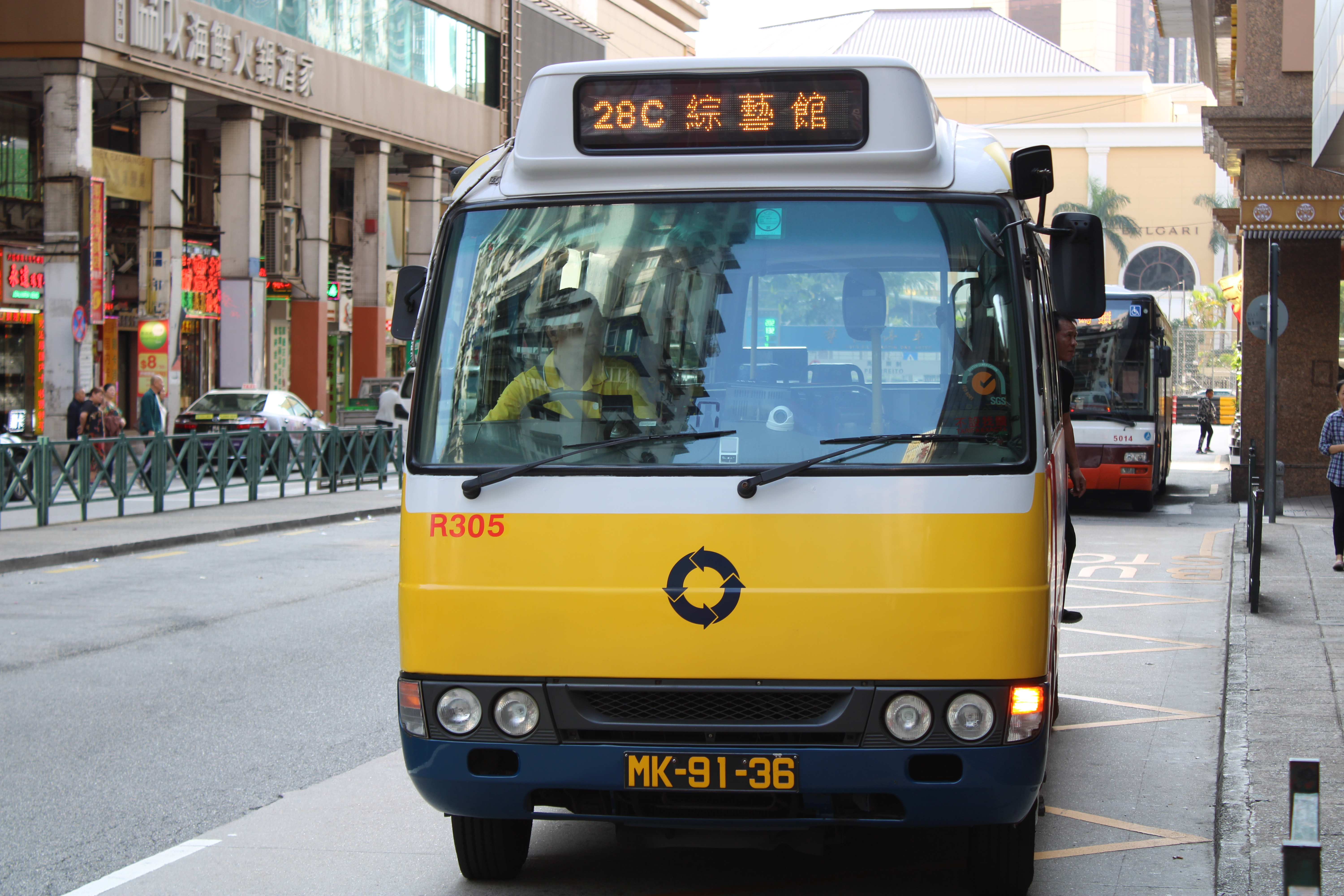
三菱Rosa
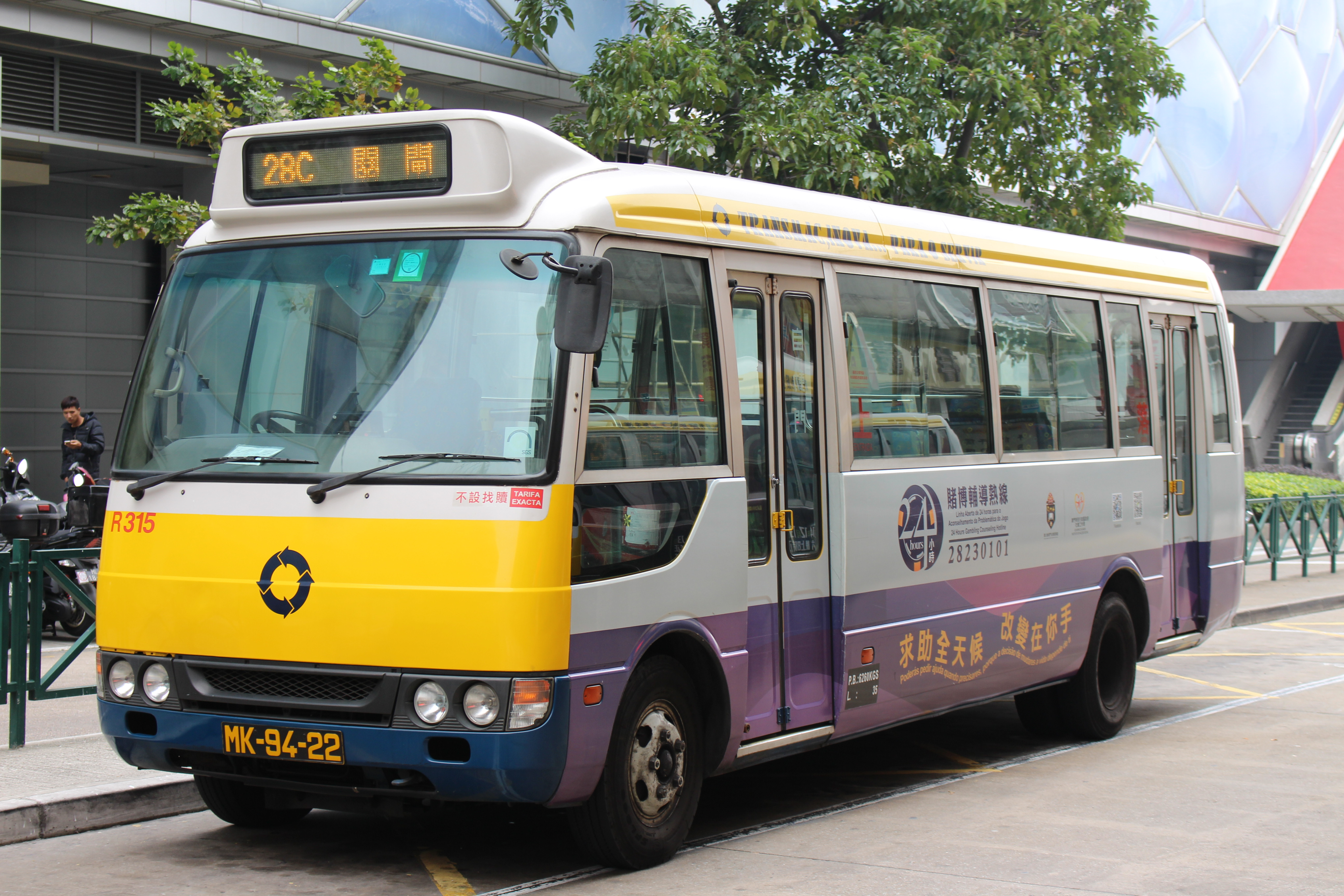
三菱Rosa
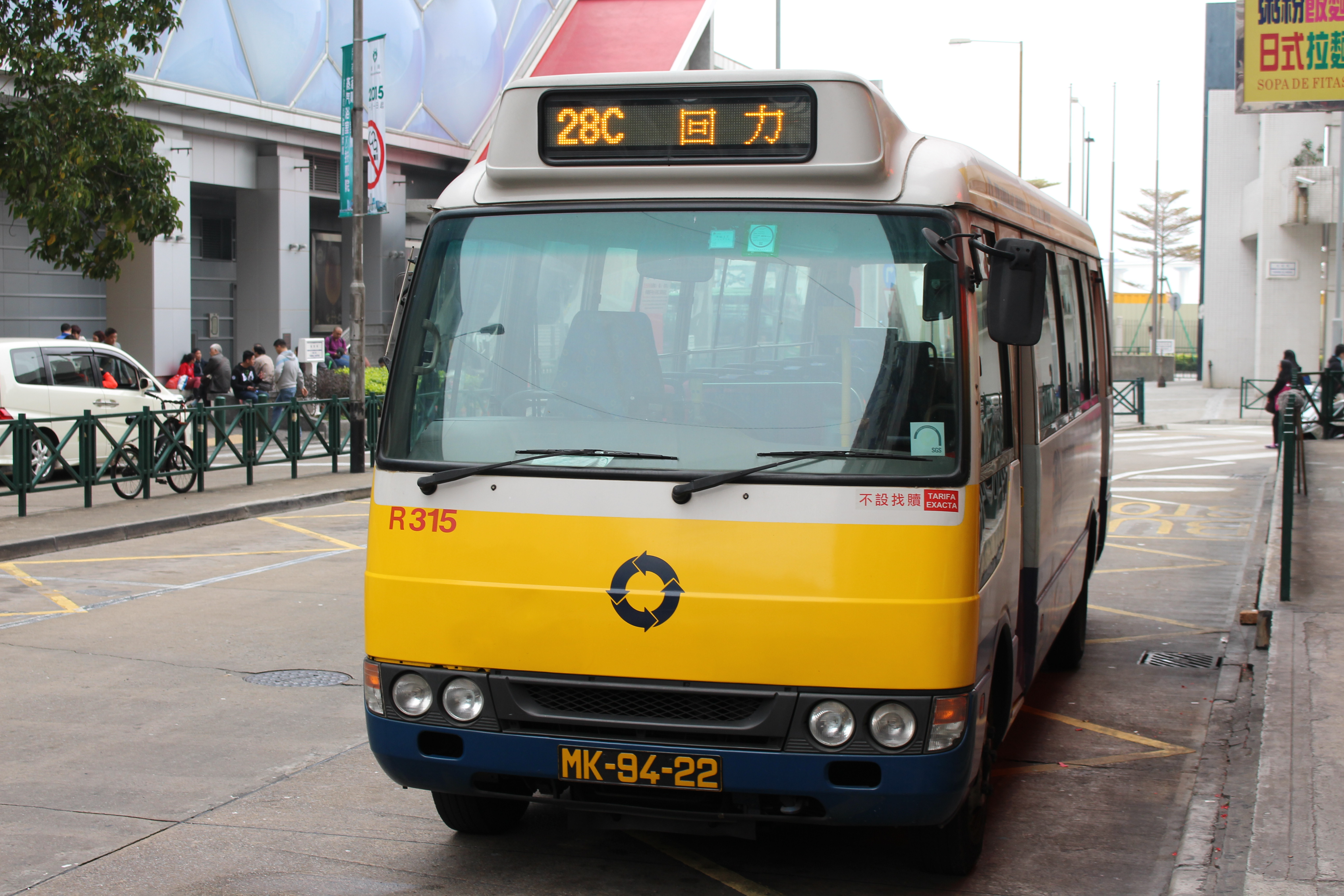
三菱Rosa
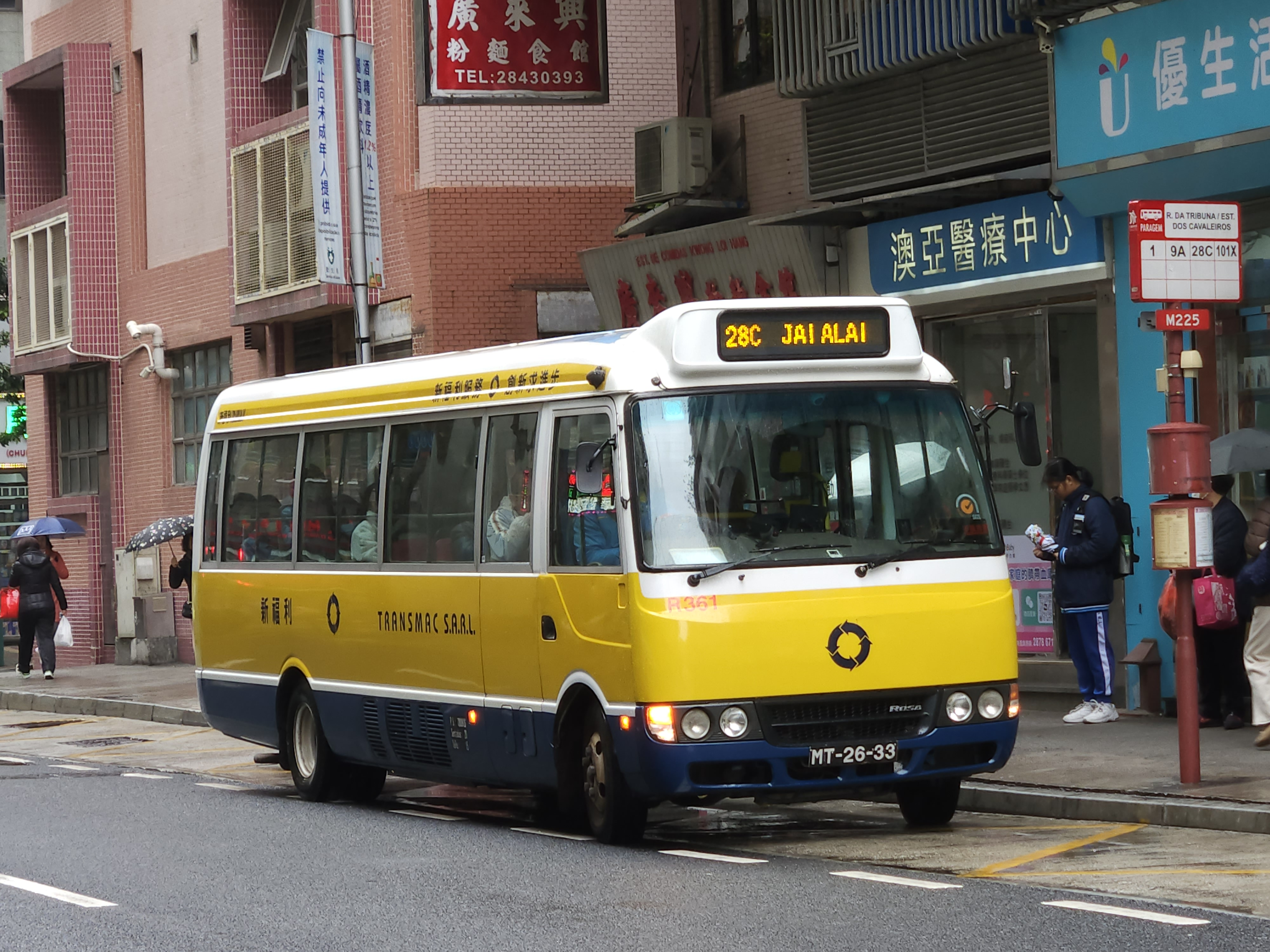
三菱Rosa
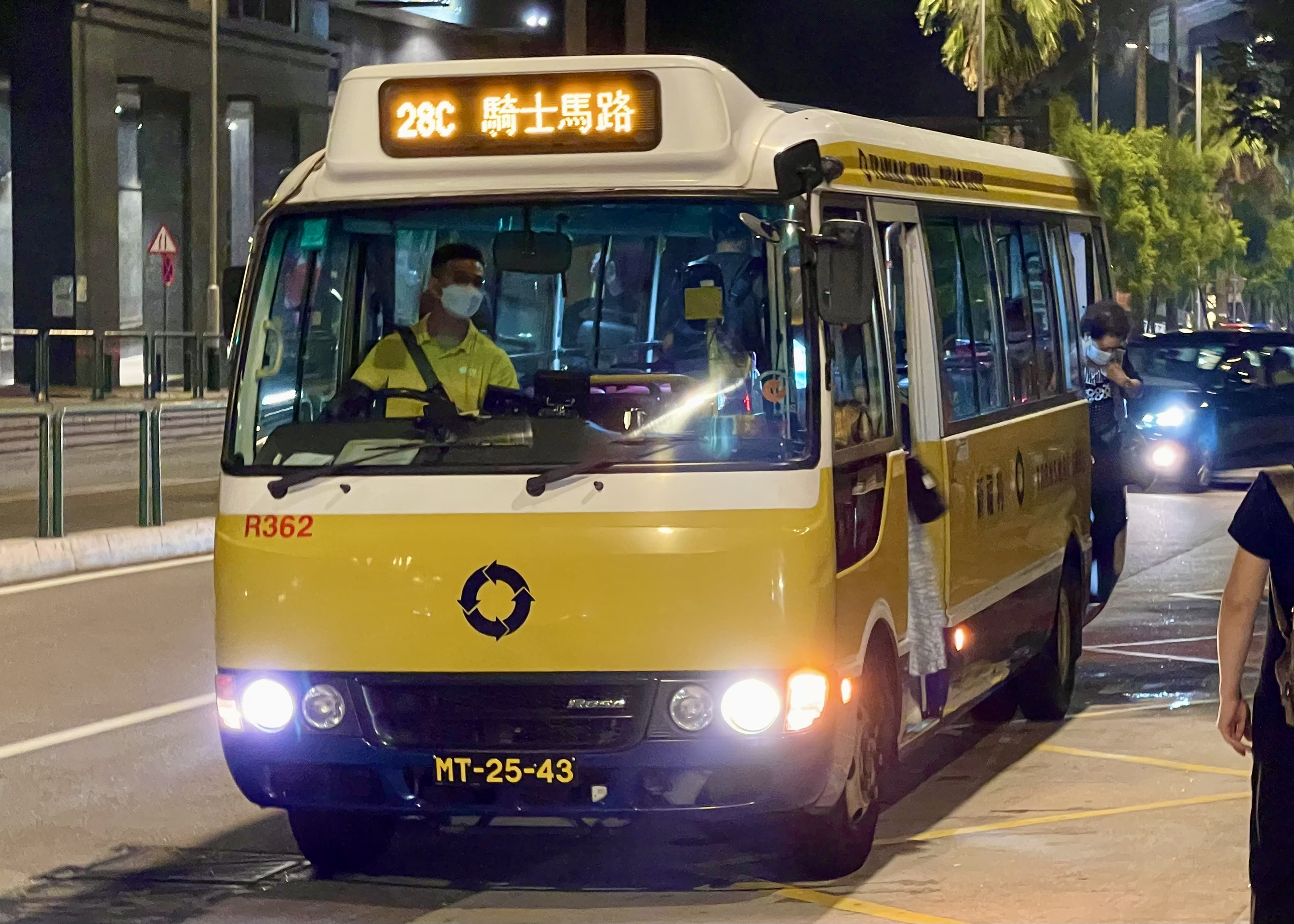
三菱Rosa
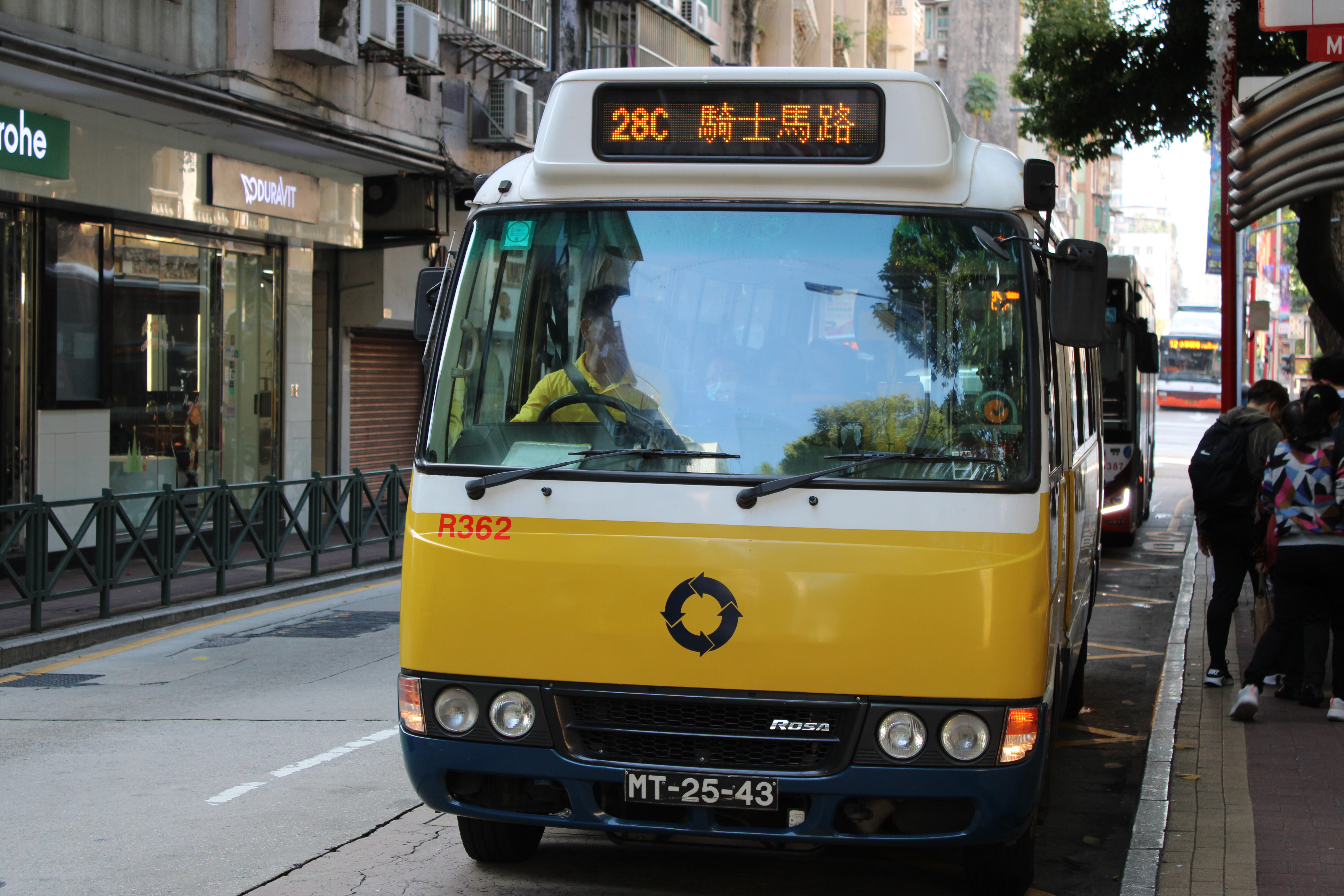
三菱Rosa
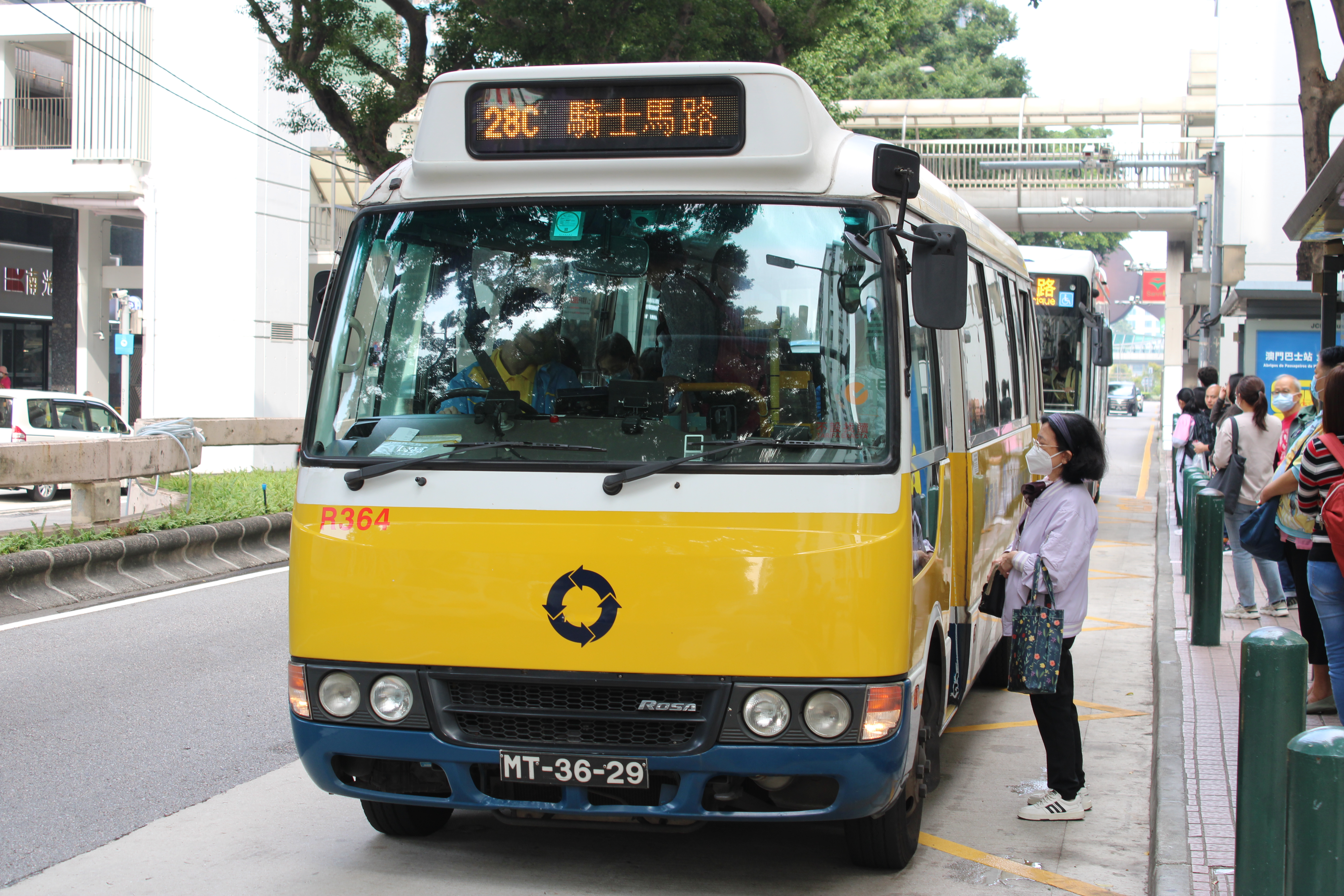
三菱Rosa
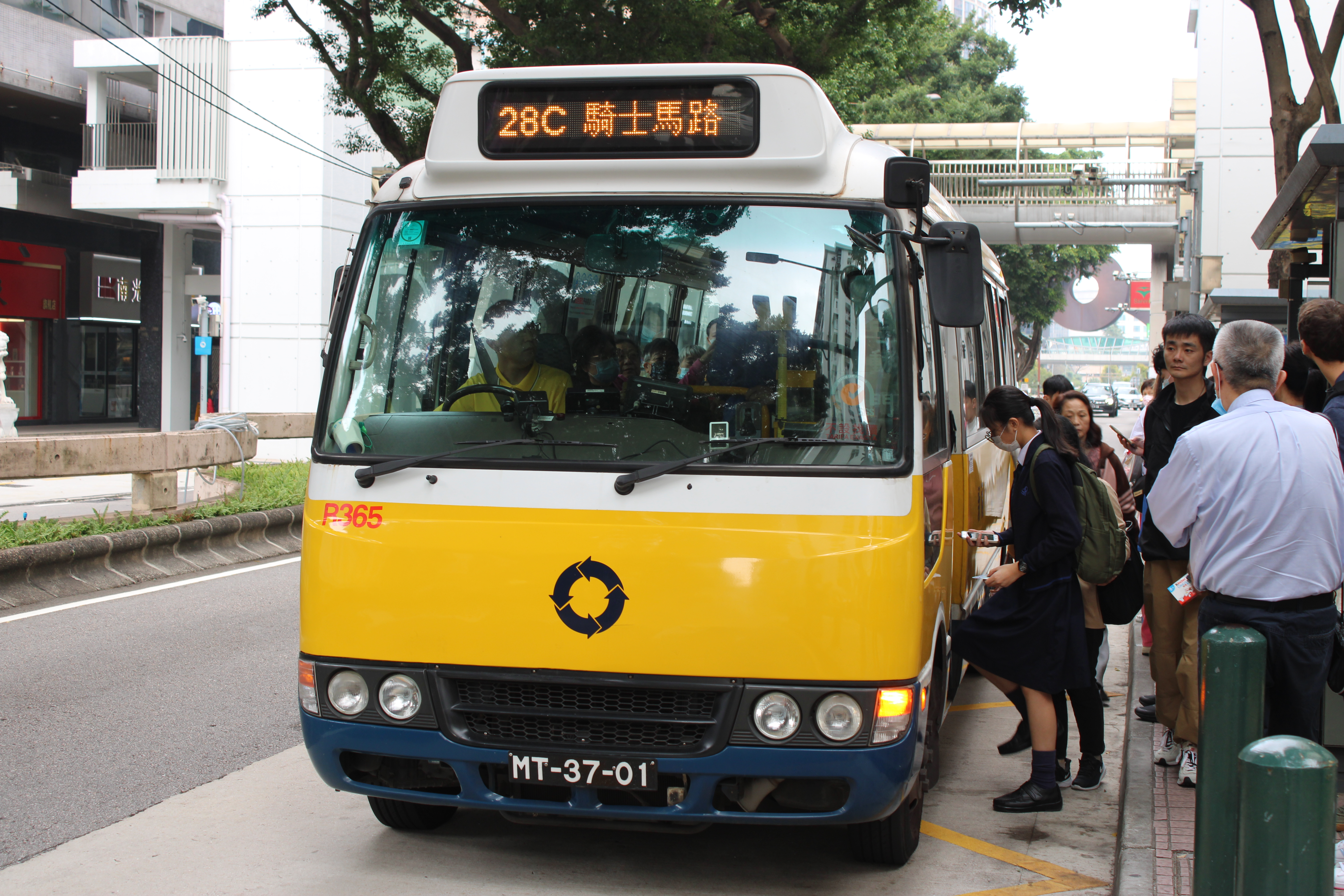
三菱Rosa
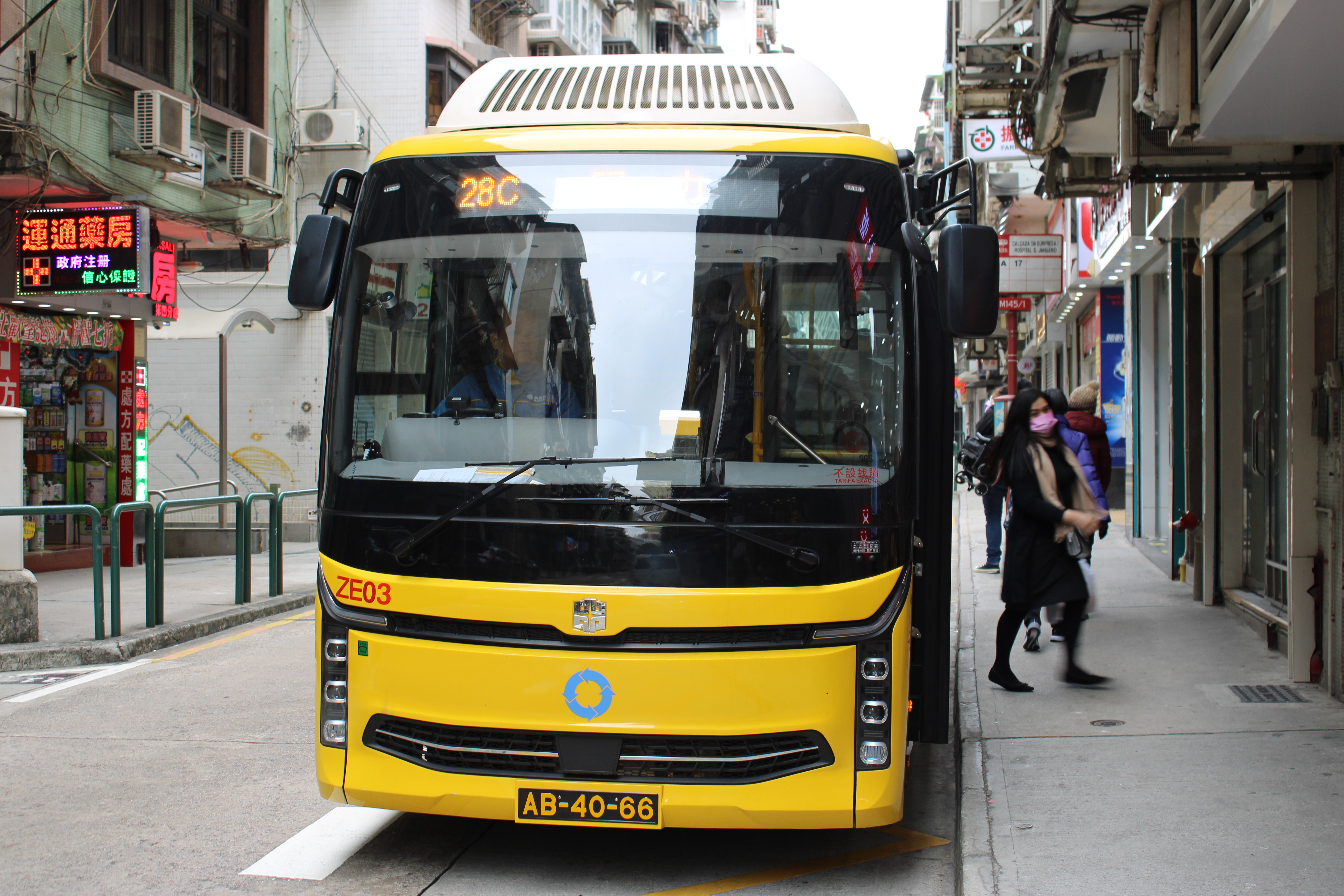
中通LCK6759SHEVG
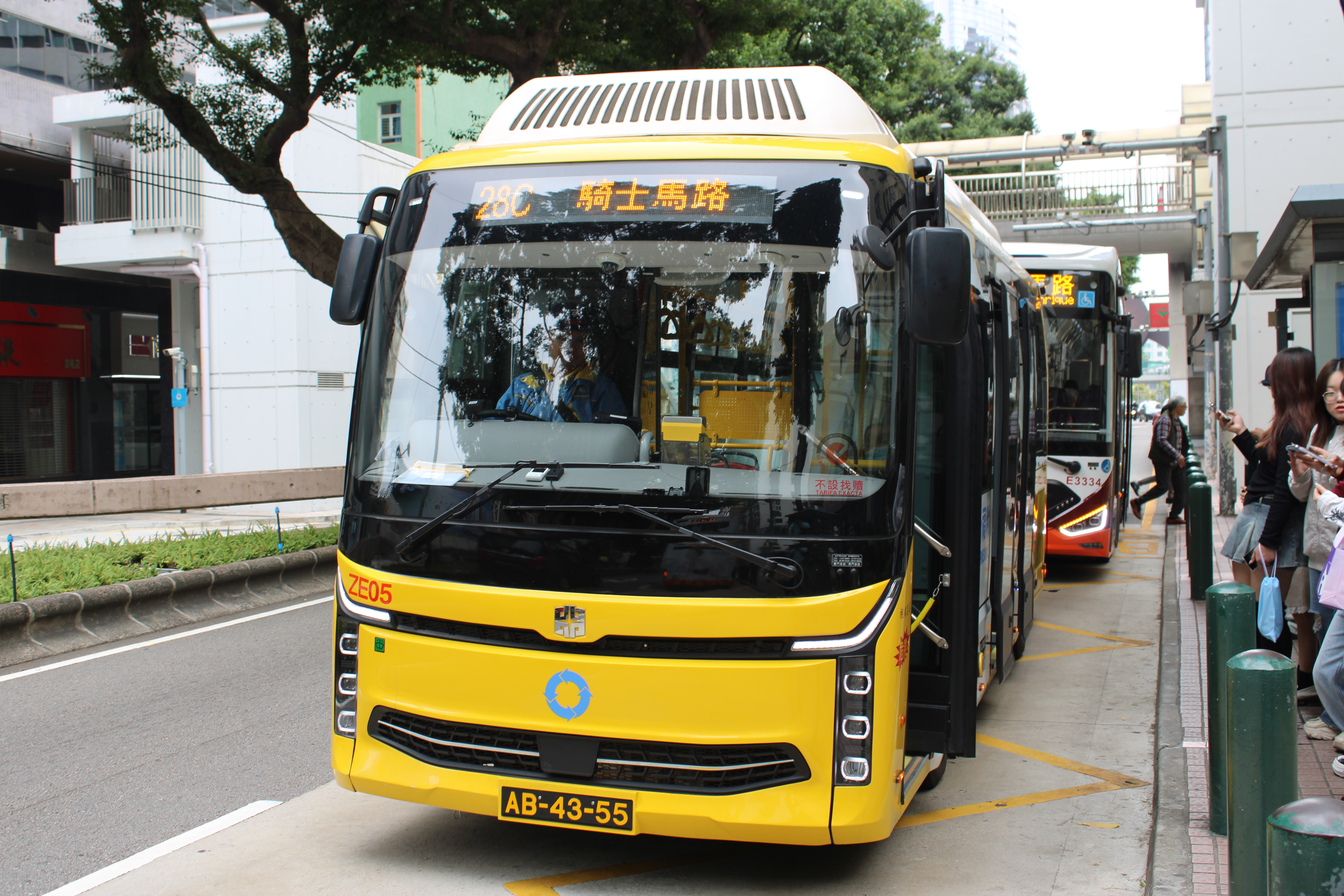
中通LCK6759SHEVG
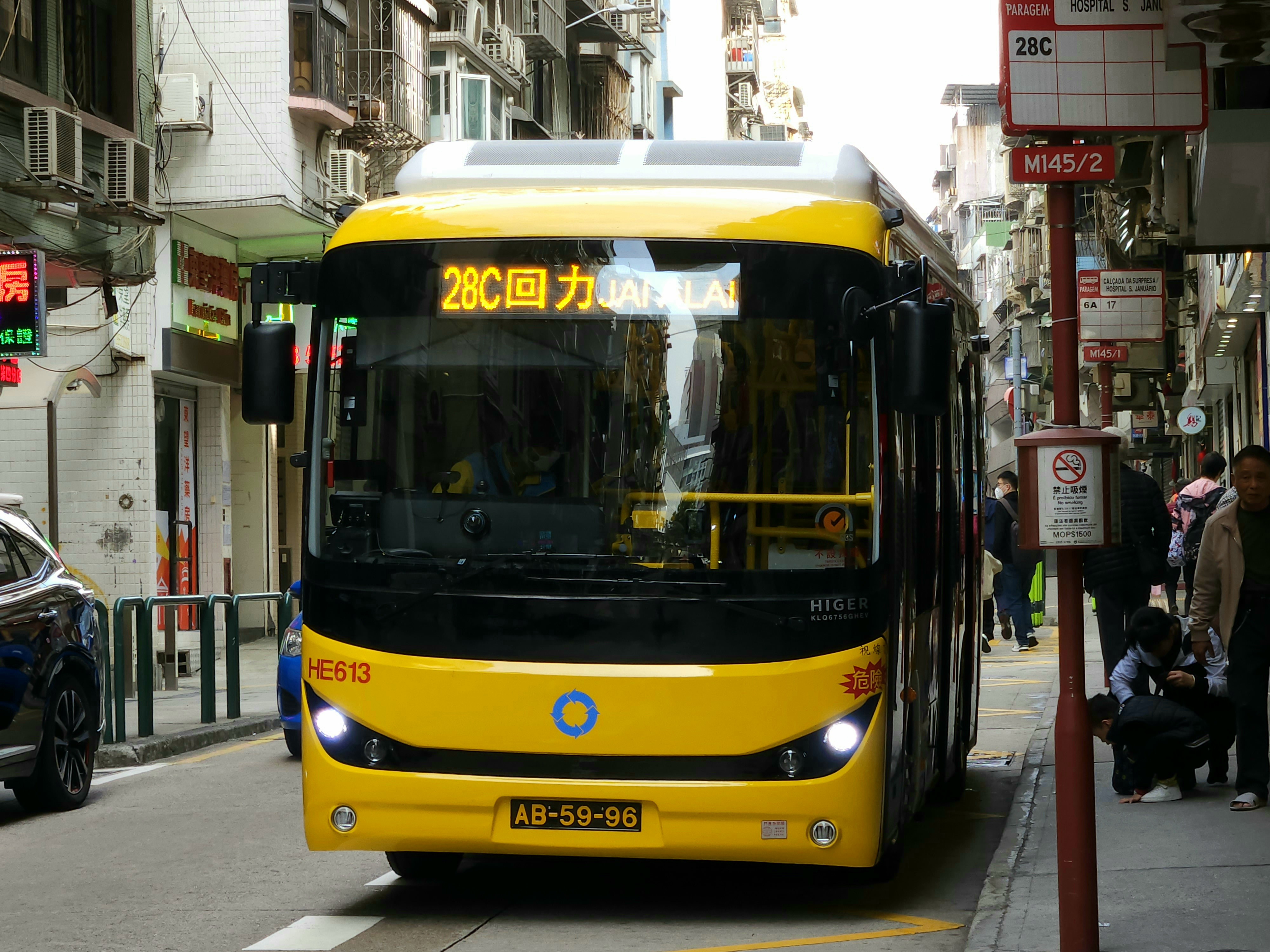
蘇州金龍KLQ6756GHEV
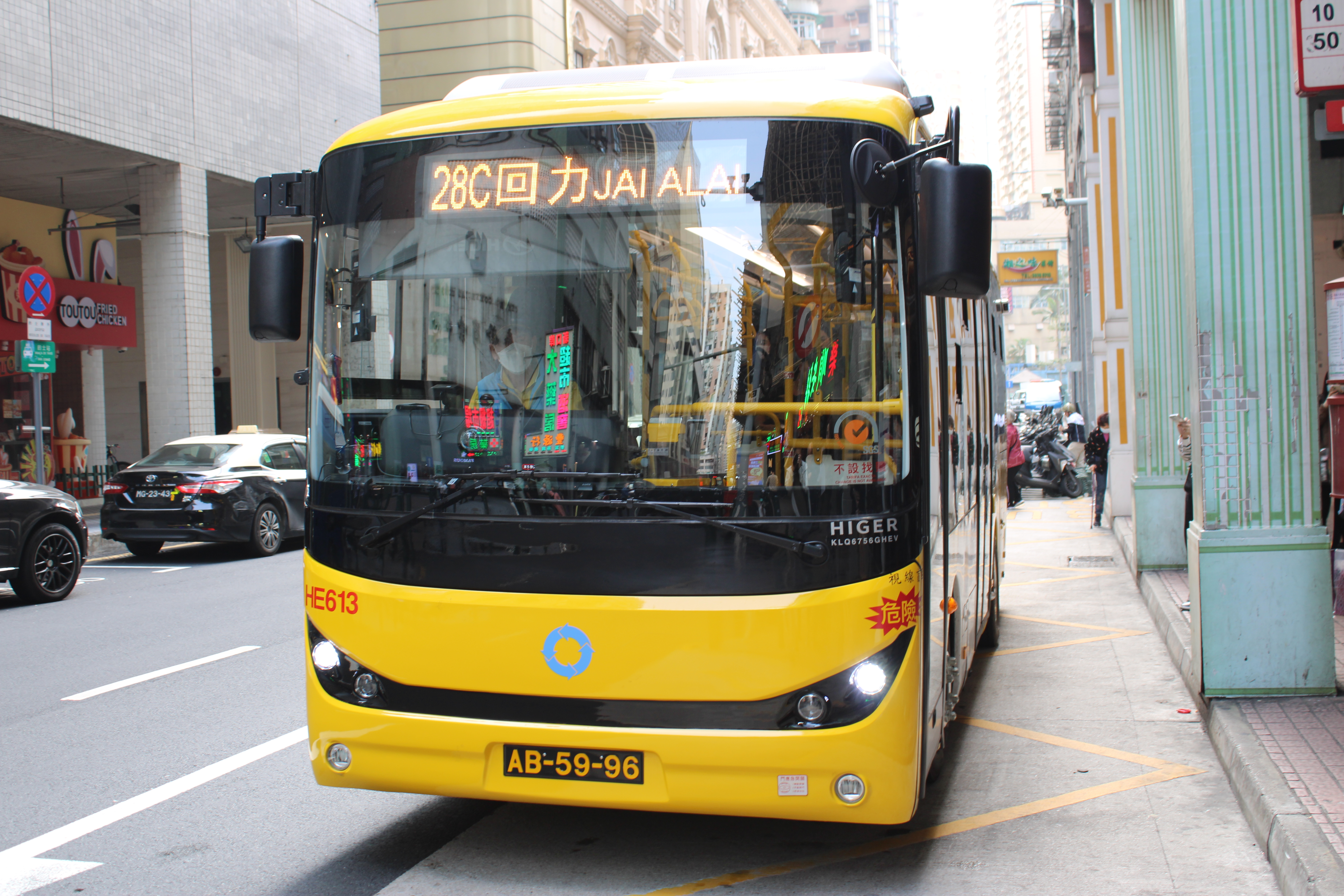
蘇州金龍KLQ6756GHEV
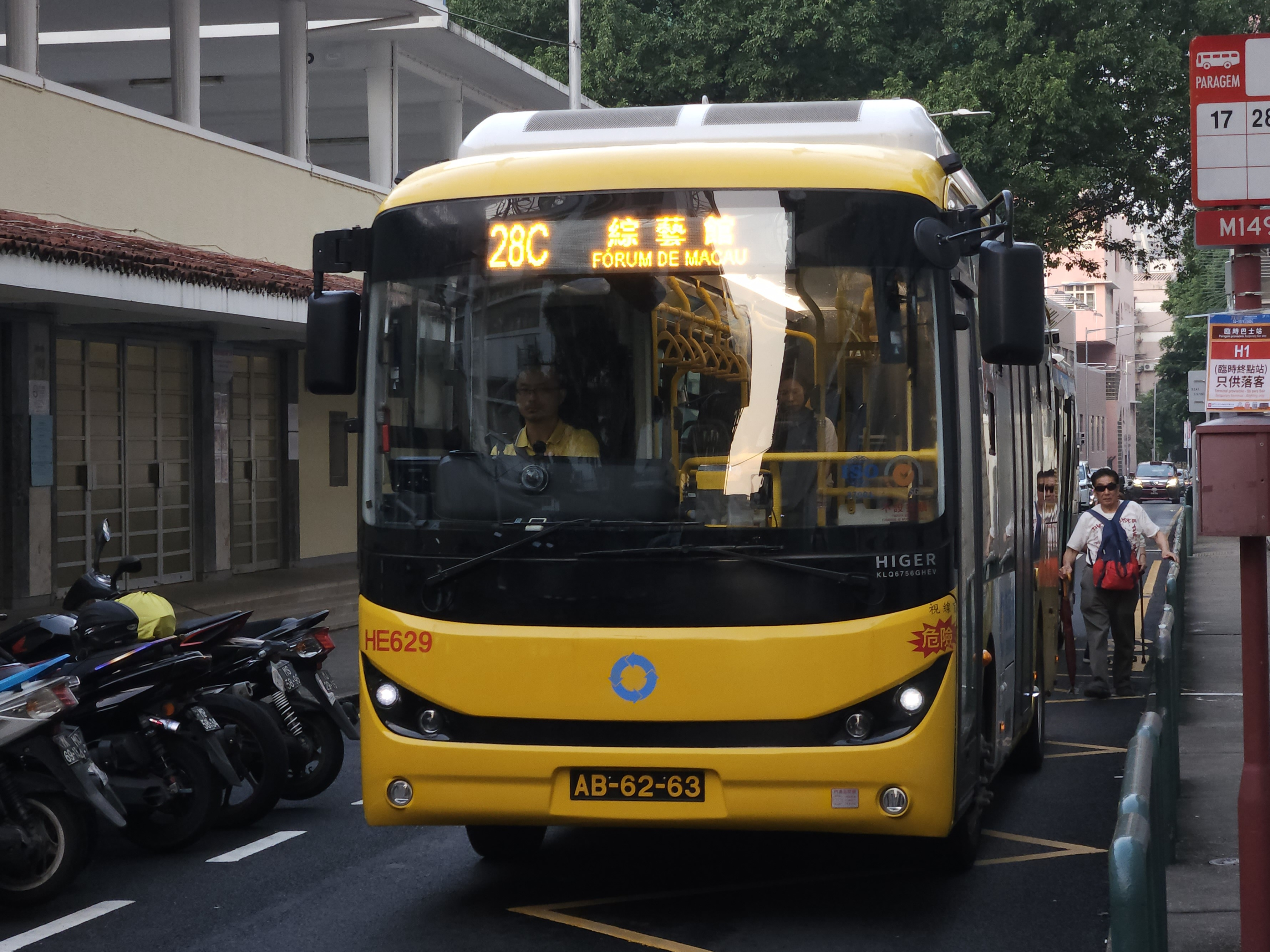
蘇州金龍KLQ6756GHEV
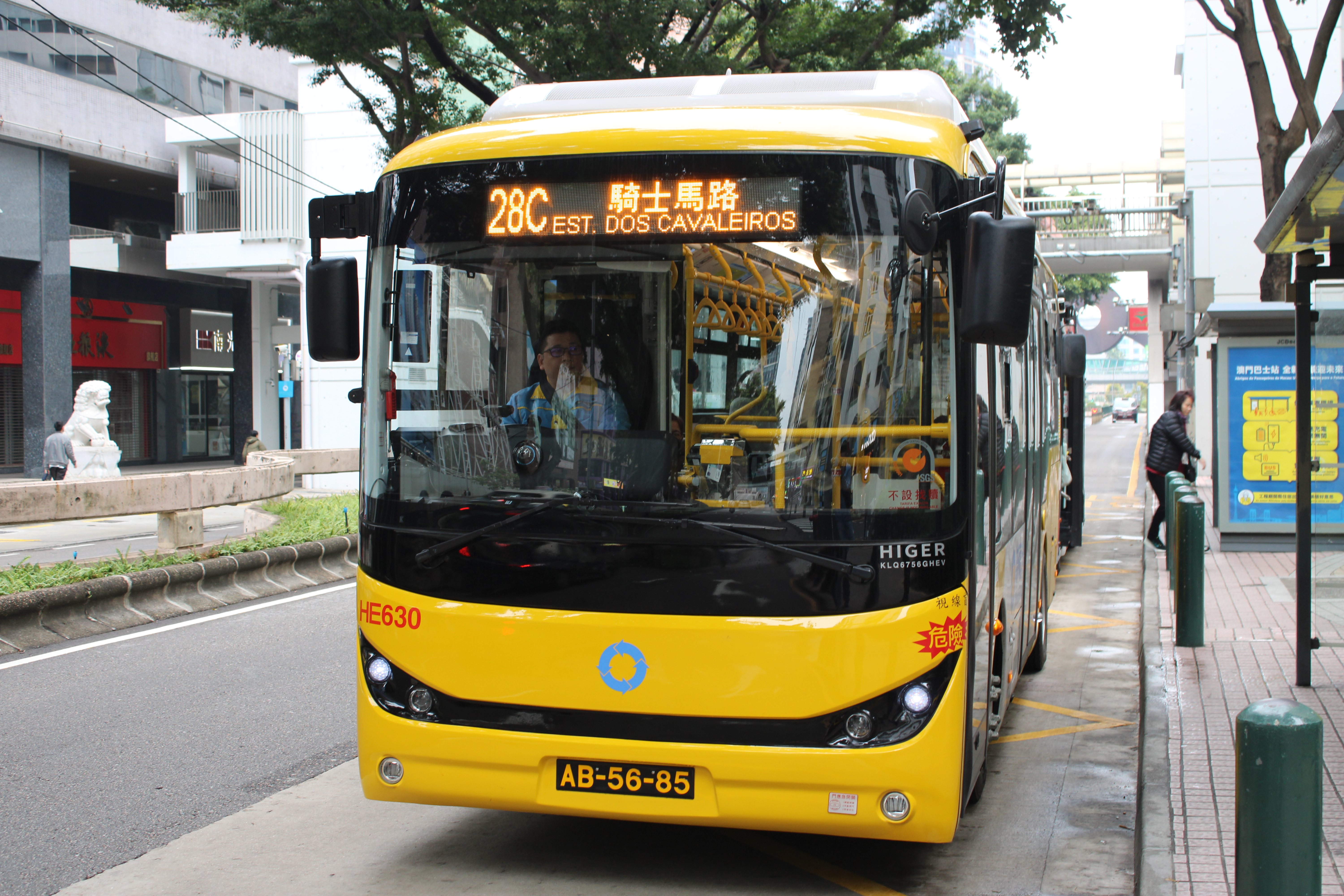
蘇州金龍KLQ6756GHEV
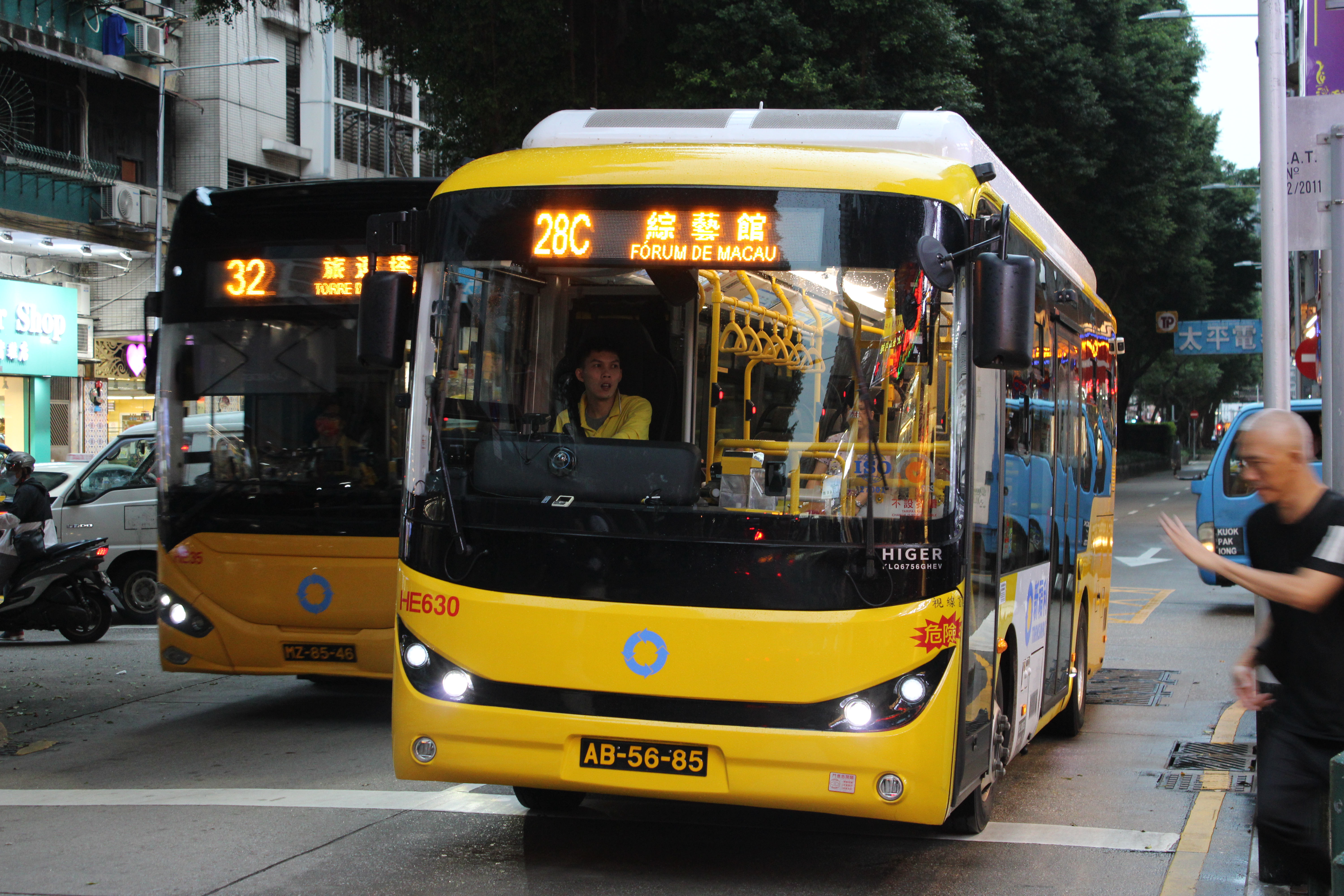
蘇州金龍KLQ6756GHEV

## 外部連結
- 澳門新福利公共汽車有限公司（官方網站） （页面存档备份，存于）